# Koreaceratops
Koreaceratops – monotypowy (zawierający jedynie gatunek Koreaceratops hwaseongensis) rodzaj dinozaura z grupy ceratopsów.

## Odkrycie
Szczątki znaleziono w dolnych osadach z Tando na zachodzie Korei Południowej, datowanych na alb, bogatych w piaskowce i aleuryty, a w górnej części także mułowce. Było to pierwsze znalezisko dinozaura rogatego na Półwyspie Koreańskim. Od Korei pochodzi też nazwa rodzajowa. Epitet gatunkowy odnosi się z kolei do miasta Hwaseong, miejsca pochodzenia holotypowego znaleziska, spoczywającego w bloku skalnym o wymiarach 80 na 60 na 60 cm zbudowanym z czerwonawego, drobnoziarnistego piaskowca leżącym w wale tamy wzniesionej w 1994. Kości odnaleziono jednak dopiero w 2008.
Wiek osadów z Tando, z których dolnej części pochodzi Koreaceratops, szacuje się na 103±0,5 miliona lat, co odpowiada albowi we wczesnej kredzie. Prócz ceratopsa doszukano się tam sześciu ornitopodzich śladów.

## Anatomia
Zwierzę cechowało się wydłużonymi wyrostkami kolczystymi kręgów ogonowych. Przypominały one te spotykane u pierwotnych ceratopsów, jak na przykład protoceratops i bagaceratops czy udanoceratops i montanoceratops.
Holotyp obejmuje m.in.:
- prawie kompletny ogon (36 kręgów). Wedle odkrywców brakuje czterech lub pięciu kręgów z dystalnej części ogona, jednak leżące na samym jego końcu kręgu zachowały się oddzielnie. Długość ogona szacuje się na 0,813 m.
- pozostałości kończyn tylnych, jak kość kulszowa, kość strzałkowa, kość piszczelowa, kość skokowa, kość piętowa, kości stępu, śródstopia i palców (paliczków doliczono się 10). Proksymalne fragmenty strzałki i piszczeli leżą na skraju bloku skalnego, co pozwala przypuszczać, że kolejne części szkieletu zwierzęcia były połączone z powyższymi, zanim blok zabrano z kamieniołomu[1].

## Systematyka
Rodzaj uznawany jest za bazalnego neoceratopsa.
Drzewo rodowe ceratopsów wykonane przez odkrywców koreaceratopsa na podstawie analizy 136 cech u 21 taksonów, uproszczone:
|  | Cerasinops                                                   |
|  |                                                              |
|  | Leptoceratops, Montanoceratops, Prenoceratops, Udanoceratops |
|  |                                                              |

|  | Graciliceratops |
|  |                 |
|  | Coronosauria    |
|  |                 |

|  | Cerasinops                                                   |
|  |                                                              |
|  | Leptoceratops, Montanoceratops, Prenoceratops, Udanoceratops |
|  |                                                              |

|  | Graciliceratops |
|  |                 |
|  | Coronosauria    |
|  |                 |

|  | Cerasinops                                                   |
|  |                                                              |
|  | Leptoceratops, Montanoceratops, Prenoceratops, Udanoceratops |
|  |                                                              |

|  | Graciliceratops |
|  |                 |
|  | Coronosauria    |
|  |                 |

|  | Cerasinops                                                   |
|  |                                                              |
|  | Leptoceratops, Montanoceratops, Prenoceratops, Udanoceratops |
|  |                                                              |

|  | Graciliceratops |
|  |                 |
|  | Coronosauria    |
|  |                 |

|  | Cerasinops                                                   |
|  |                                                              |
|  | Leptoceratops, Montanoceratops, Prenoceratops, Udanoceratops |
|  |                                                              |

|  | Graciliceratops |
|  |                 |
|  | Coronosauria    |
|  |                 |

|  | Cerasinops                                                   |
|  |                                                              |
|  | Leptoceratops, Montanoceratops, Prenoceratops, Udanoceratops |
|  |                                                              |

|  | Graciliceratops |
|  |                 |
|  | Coronosauria    |
|  |                 |

|  | Cerasinops                                                   |
|  |                                                              |
|  | Leptoceratops, Montanoceratops, Prenoceratops, Udanoceratops |
|  |                                                              |

|  | Graciliceratops |
|  |                 |
|  | Coronosauria    |
|  |                 |

|  | Cerasinops                                                   |
|  |                                                              |
|  | Leptoceratops, Montanoceratops, Prenoceratops, Udanoceratops |
|  |                                                              |

|  | Graciliceratops |
|  |                 |
|  | Coronosauria    |
|  |                 |

|  | Cerasinops                                                   |
|  |                                                              |
|  | Leptoceratops, Montanoceratops, Prenoceratops, Udanoceratops |
|  |                                                              |

|  | Graciliceratops |
|  |                 |
|  | Coronosauria    |
|  |                 |

|  | Cerasinops                                                   |
|  |                                                              |
|  | Leptoceratops, Montanoceratops, Prenoceratops, Udanoceratops |
|  |                                                              |

|  | Graciliceratops |
|  |                 |
|  | Coronosauria    |
|  |                 |

|  | Cerasinops                                                   |
|  |                                                              |
|  | Leptoceratops, Montanoceratops, Prenoceratops, Udanoceratops |
|  |                                                              |

|  | Graciliceratops |
|  |                 |
|  | Coronosauria    |
|  |                 |

|  | Cerasinops                                                   |
|  |                                                              |
|  | Leptoceratops, Montanoceratops, Prenoceratops, Udanoceratops |
|  |                                                              |

|  | Graciliceratops |
|  |                 |
|  | Coronosauria    |
|  |                 |

|  | Cerasinops                                                   |
|  |                                                              |
|  | Leptoceratops, Montanoceratops, Prenoceratops, Udanoceratops |
|  |                                                              |

|  | Graciliceratops |
|  |                 |
|  | Coronosauria    |
|  |                 |

|  | Cerasinops                                                   |
|  |                                                              |
|  | Leptoceratops, Montanoceratops, Prenoceratops, Udanoceratops |
|  |                                                              |

|  | Graciliceratops |
|  |                 |
|  | Coronosauria    |
|  |                 |

|  | Cerasinops                                                   |
|  |                                                              |
|  | Leptoceratops, Montanoceratops, Prenoceratops, Udanoceratops |
|  |                                                              |

|  | Graciliceratops |
|  |                 |
|  | Coronosauria    |
|  |                 |

|  | Cerasinops                                                   |
|  |                                                              |
|  | Leptoceratops, Montanoceratops, Prenoceratops, Udanoceratops |
|  |                                                              |

|  | Graciliceratops |
|  |                 |
|  | Coronosauria    |
|  |                 |

|  | Cerasinops                                                   |
|  |                                                              |
|  | Leptoceratops, Montanoceratops, Prenoceratops, Udanoceratops |
|  |                                                              |

|  | Graciliceratops |
|  |                 |
|  | Coronosauria    |
|  |                 |

|  | Cerasinops                                                   |
|  |                                                              |
|  | Leptoceratops, Montanoceratops, Prenoceratops, Udanoceratops |
|  |                                                              |

|  | Graciliceratops |
|  |                 |
|  | Coronosauria    |
|  |                 |

|  | Cerasinops                                                   |
|  |                                                              |
|  | Leptoceratops, Montanoceratops, Prenoceratops, Udanoceratops |
|  |                                                              |

|  | Graciliceratops |
|  |                 |
|  | Coronosauria    |
|  |                 |

|  | Cerasinops                                                   |
|  |                                                              |
|  | Leptoceratops, Montanoceratops, Prenoceratops, Udanoceratops |
|  |                                                              |

|  | Graciliceratops |
|  |                 |
|  | Coronosauria    |
|  |                 |

|  | Cerasinops                                                   |
|  |                                                              |
|  | Leptoceratops, Montanoceratops, Prenoceratops, Udanoceratops |
|  |                                                              |

|  | Graciliceratops |
|  |                 |
|  | Coronosauria    |
|  |                 |

|  | Cerasinops                                                   |
|  |                                                              |
|  | Leptoceratops, Montanoceratops, Prenoceratops, Udanoceratops |
|  |                                                              |

|  | Graciliceratops |
|  |                 |
|  | Coronosauria    |
|  |                 |

|  | Cerasinops                                                   |
|  |                                                              |
|  | Leptoceratops, Montanoceratops, Prenoceratops, Udanoceratops |
|  |                                                              |

|  | Graciliceratops |
|  |                 |
|  | Coronosauria    |
|  |                 |

|  | Cerasinops                                                   |
|  |                                                              |
|  | Leptoceratops, Montanoceratops, Prenoceratops, Udanoceratops |
|  |                                                              |

|  | Graciliceratops |
|  |                 |
|  | Coronosauria    |
|  |                 |

|  | Cerasinops                                                   |
|  |                                                              |
|  | Leptoceratops, Montanoceratops, Prenoceratops, Udanoceratops |
|  |                                                              |

|  | Graciliceratops |
|  |                 |
|  | Coronosauria    |
|  |                 |

|  | Cerasinops                                                   |
|  |                                                              |
|  | Leptoceratops, Montanoceratops, Prenoceratops, Udanoceratops |
|  |                                                              |

|  | Graciliceratops |
|  |                 |
|  | Coronosauria    |
|  |                 |

|  | Cerasinops                                                   |
|  |                                                              |
|  | Leptoceratops, Montanoceratops, Prenoceratops, Udanoceratops |
|  |                                                              |

|  | Graciliceratops |
|  |                 |
|  | Coronosauria    |
|  |                 |

|  | Cerasinops                                                   |
|  |                                                              |
|  | Leptoceratops, Montanoceratops, Prenoceratops, Udanoceratops |
|  |                                                              |

|  | Graciliceratops |
|  |                 |
|  | Coronosauria    |
|  |                 |

|  | Cerasinops                                                   |
|  |                                                              |
|  | Leptoceratops, Montanoceratops, Prenoceratops, Udanoceratops |
|  |                                                              |

|  | Graciliceratops |
|  |                 |
|  | Coronosauria    |
|  |                 |

|  | Cerasinops                                                   |
|  |                                                              |
|  | Leptoceratops, Montanoceratops, Prenoceratops, Udanoceratops |
|  |                                                              |

|  | Graciliceratops |
|  |                 |
|  | Coronosauria    |
|  |                 |

|  | Cerasinops                                                   |
|  |                                                              |
|  | Leptoceratops, Montanoceratops, Prenoceratops, Udanoceratops |
|  |                                                              |

|  | Graciliceratops |
|  |                 |
|  | Coronosauria    |
|  |                 |

|  | Cerasinops                                                   |
|  |                                                              |
|  | Leptoceratops, Montanoceratops, Prenoceratops, Udanoceratops |
|  |                                                              |

|  | Graciliceratops |
|  |                 |
|  | Coronosauria    |
|  |                 |

|  | Cerasinops                                                   |
|  |                                                              |
|  | Leptoceratops, Montanoceratops, Prenoceratops, Udanoceratops |
|  |                                                              |

|  | Graciliceratops |
|  |                 |
|  | Coronosauria    |
|  |                 |

|  | Cerasinops                                                   |
|  |                                                              |
|  | Leptoceratops, Montanoceratops, Prenoceratops, Udanoceratops |
|  |                                                              |

|  | Graciliceratops |
|  |                 |
|  | Coronosauria    |
|  |                 |

|  | Cerasinops                                                   |
|  |                                                              |
|  | Leptoceratops, Montanoceratops, Prenoceratops, Udanoceratops |
|  |                                                              |

|  | Graciliceratops |
|  |                 |
|  | Coronosauria    |
|  |                 |

|  | Cerasinops                                                   |
|  |                                                              |
|  | Leptoceratops, Montanoceratops, Prenoceratops, Udanoceratops |
|  |                                                              |

|  | Graciliceratops |
|  |                 |
|  | Coronosauria    |
|  |                 |

|  | Cerasinops                                                   |
|  |                                                              |
|  | Leptoceratops, Montanoceratops, Prenoceratops, Udanoceratops |
|  |                                                              |

|  | Graciliceratops |
|  |                 |
|  | Coronosauria    |
|  |                 |

|  | Cerasinops                                                   |
|  |                                                              |
|  | Leptoceratops, Montanoceratops, Prenoceratops, Udanoceratops |
|  |                                                              |

|  | Graciliceratops |
|  |                 |
|  | Coronosauria    |
|  |                 |

|  | Cerasinops                                                   |
|  |                                                              |
|  | Leptoceratops, Montanoceratops, Prenoceratops, Udanoceratops |
|  |                                                              |

|  | Graciliceratops |
|  |                 |
|  | Coronosauria    |
|  |                 |

|  | Cerasinops                                                   |
|  |                                                              |
|  | Leptoceratops, Montanoceratops, Prenoceratops, Udanoceratops |
|  |                                                              |

|  | Graciliceratops |
|  |                 |
|  | Coronosauria    |
|  |                 |

|  | Cerasinops                                                   |
|  |                                                              |
|  | Leptoceratops, Montanoceratops, Prenoceratops, Udanoceratops |
|  |                                                              |

|  | Graciliceratops |
|  |                 |
|  | Coronosauria    |
|  |                 |

|  | Cerasinops                                                   |
|  |                                                              |
|  | Leptoceratops, Montanoceratops, Prenoceratops, Udanoceratops |
|  |                                                              |

|  | Graciliceratops |
|  |                 |
|  | Coronosauria    |
|  |                 |

|  | Cerasinops                                                   |
|  |                                                              |
|  | Leptoceratops, Montanoceratops, Prenoceratops, Udanoceratops |
|  |                                                              |

|  | Graciliceratops |
|  |                 |
|  | Coronosauria    |
|  |                 |

|  | Cerasinops                                                   |
|  |                                                              |
|  | Leptoceratops, Montanoceratops, Prenoceratops, Udanoceratops |
|  |                                                              |

|  | Graciliceratops |
|  |                 |
|  | Coronosauria    |
|  |                 |

|  | Cerasinops                                                   |
|  |                                                              |
|  | Leptoceratops, Montanoceratops, Prenoceratops, Udanoceratops |
|  |                                                              |

|  | Graciliceratops |
|  |                 |
|  | Coronosauria    |
|  |                 |

|  | Cerasinops                                                   |
|  |                                                              |
|  | Leptoceratops, Montanoceratops, Prenoceratops, Udanoceratops |
|  |                                                              |

|  | Graciliceratops |
|  |                 |
|  | Coronosauria    |
|  |                 |

|  | Cerasinops                                                   |
|  |                                                              |
|  | Leptoceratops, Montanoceratops, Prenoceratops, Udanoceratops |
|  |                                                              |

|  | Graciliceratops |
|  |                 |
|  | Coronosauria    |
|  |                 |

|  | Cerasinops                                                   |
|  |                                                              |
|  | Leptoceratops, Montanoceratops, Prenoceratops, Udanoceratops |
|  |                                                              |

|  | Graciliceratops |
|  |                 |
|  | Coronosauria    |
|  |                 |

|  | Cerasinops                                                   |
|  |                                                              |
|  | Leptoceratops, Montanoceratops, Prenoceratops, Udanoceratops |
|  |                                                              |

|  | Graciliceratops |
|  |                 |
|  | Coronosauria    |
|  |                 |

|  | Cerasinops                                                   |
|  |                                                              |
|  | Leptoceratops, Montanoceratops, Prenoceratops, Udanoceratops |
|  |                                                              |

|  | Graciliceratops |
|  |                 |
|  | Coronosauria    |
|  |                 |

|  | Cerasinops                                                   |
|  |                                                              |
|  | Leptoceratops, Montanoceratops, Prenoceratops, Udanoceratops |
|  |                                                              |

|  | Graciliceratops |
|  |                 |
|  | Coronosauria    |
|  |                 |

|  | Cerasinops                                                   |
|  |                                                              |
|  | Leptoceratops, Montanoceratops, Prenoceratops, Udanoceratops |
|  |                                                              |

|  | Graciliceratops |
|  |                 |
|  | Coronosauria    |
|  |                 |

|  | Cerasinops                                                   |
|  |                                                              |
|  | Leptoceratops, Montanoceratops, Prenoceratops, Udanoceratops |
|  |                                                              |

|  | Graciliceratops |
|  |                 |
|  | Coronosauria    |
|  |                 |

|  | Cerasinops                                                   |
|  |                                                              |
|  | Leptoceratops, Montanoceratops, Prenoceratops, Udanoceratops |
|  |                                                              |

|  | Graciliceratops |
|  |                 |
|  | Coronosauria    |
|  |                 |

|  | Cerasinops                                                   |
|  |                                                              |
|  | Leptoceratops, Montanoceratops, Prenoceratops, Udanoceratops |
|  |                                                              |

|  | Graciliceratops |
|  |                 |
|  | Coronosauria    |
|  |                 |

|  | Cerasinops                                                   |
|  |                                                              |
|  | Leptoceratops, Montanoceratops, Prenoceratops, Udanoceratops |
|  |                                                              |

|  | Graciliceratops |
|  |                 |
|  | Coronosauria    |
|  |                 |

|  | Cerasinops                                                   |
|  |                                                              |
|  | Leptoceratops, Montanoceratops, Prenoceratops, Udanoceratops |
|  |                                                              |

|  | Graciliceratops |
|  |                 |
|  | Coronosauria    |
|  |                 |

|  | Cerasinops                                                   |
|  |                                                              |
|  | Leptoceratops, Montanoceratops, Prenoceratops, Udanoceratops |
|  |                                                              |

|  | Graciliceratops |
|  |                 |
|  | Coronosauria    |
|  |                 |

|  | Cerasinops                                                   |
|  |                                                              |
|  | Leptoceratops, Montanoceratops, Prenoceratops, Udanoceratops |
|  |                                                              |

|  | Graciliceratops |
|  |                 |
|  | Coronosauria    |
|  |                 |

|  | Cerasinops                                                   |
|  |                                                              |
|  | Leptoceratops, Montanoceratops, Prenoceratops, Udanoceratops |
|  |                                                              |

|  | Graciliceratops |
|  |                 |
|  | Coronosauria    |
|  |                 |

|  | Cerasinops                                                   |
|  |                                                              |
|  | Leptoceratops, Montanoceratops, Prenoceratops, Udanoceratops |
|  |                                                              |

|  | Graciliceratops |
|  |                 |
|  | Coronosauria    |
|  |                 |

|  | Cerasinops                                                   |
|  |                                                              |
|  | Leptoceratops, Montanoceratops, Prenoceratops, Udanoceratops |
|  |                                                              |

|  | Graciliceratops |
|  |                 |
|  | Coronosauria    |
|  |                 |

|  | Cerasinops                                                   |
|  |                                                              |
|  | Leptoceratops, Montanoceratops, Prenoceratops, Udanoceratops |
|  |                                                              |

|  | Graciliceratops |
|  |                 |
|  | Coronosauria    |
|  |                 |

|  | Cerasinops                                                   |
|  |                                                              |
|  | Leptoceratops, Montanoceratops, Prenoceratops, Udanoceratops |
|  |                                                              |

|  | Graciliceratops |
|  |                 |
|  | Coronosauria    |
|  |                 |

|  | Cerasinops                                                   |
|  |                                                              |
|  | Leptoceratops, Montanoceratops, Prenoceratops, Udanoceratops |
|  |                                                              |

|  | Graciliceratops |
|  |                 |
|  | Coronosauria    |
|  |                 |

|  | Cerasinops                                                   |
|  |                                                              |
|  | Leptoceratops, Montanoceratops, Prenoceratops, Udanoceratops |
|  |                                                              |

|  | Graciliceratops |
|  |                 |
|  | Coronosauria    |
|  |                 |

|  | Cerasinops                                                   |
|  |                                                              |
|  | Leptoceratops, Montanoceratops, Prenoceratops, Udanoceratops |
|  |                                                              |

|  | Graciliceratops |
|  |                 |
|  | Coronosauria    |
|  |                 |

|  | Cerasinops                                                   |
|  |                                                              |
|  | Leptoceratops, Montanoceratops, Prenoceratops, Udanoceratops |
|  |                                                              |

|  | Graciliceratops |
|  |                 |
|  | Coronosauria    |
|  |                 |

|  | Cerasinops                                                   |
|  |                                                              |
|  | Leptoceratops, Montanoceratops, Prenoceratops, Udanoceratops |
|  |                                                              |

|  | Graciliceratops |
|  |                 |
|  | Coronosauria    |
|  |                 |

|  | Cerasinops                                                   |
|  |                                                              |
|  | Leptoceratops, Montanoceratops, Prenoceratops, Udanoceratops |
|  |                                                              |

|  | Graciliceratops |
|  |                 |
|  | Coronosauria    |
|  |                 |

|  | Cerasinops                                                   |
|  |                                                              |
|  | Leptoceratops, Montanoceratops, Prenoceratops, Udanoceratops |
|  |                                                              |

|  | Graciliceratops |
|  |                 |
|  | Coronosauria    |
|  |                 |

|  | Cerasinops                                                   |
|  |                                                              |
|  | Leptoceratops, Montanoceratops, Prenoceratops, Udanoceratops |
|  |                                                              |

|  | Graciliceratops |
|  |                 |
|  | Coronosauria    |
|  |                 |

|  | Cerasinops                                                   |
|  |                                                              |
|  | Leptoceratops, Montanoceratops, Prenoceratops, Udanoceratops |
|  |                                                              |

|  | Graciliceratops |
|  |                 |
|  | Coronosauria    |
|  |                 |

|  | Cerasinops                                                   |
|  |                                                              |
|  | Leptoceratops, Montanoceratops, Prenoceratops, Udanoceratops |
|  |                                                              |

|  | Graciliceratops |
|  |                 |
|  | Coronosauria    |
|  |                 |

|  | Cerasinops                                                   |
|  |                                                              |
|  | Leptoceratops, Montanoceratops, Prenoceratops, Udanoceratops |
|  |                                                              |

|  | Graciliceratops |
|  |                 |
|  | Coronosauria    |
|  |                 |

|  | Cerasinops                                                   |
|  |                                                              |
|  | Leptoceratops, Montanoceratops, Prenoceratops, Udanoceratops |
|  |                                                              |

|  | Graciliceratops |
|  |                 |
|  | Coronosauria    |
|  |                 |

|  | Cerasinops                                                   |
|  |                                                              |
|  | Leptoceratops, Montanoceratops, Prenoceratops, Udanoceratops |
|  |                                                              |

|  | Graciliceratops |
|  |                 |
|  | Coronosauria    |
|  |                 |

|  | Cerasinops                                                   |
|  |                                                              |
|  | Leptoceratops, Montanoceratops, Prenoceratops, Udanoceratops |
|  |                                                              |

|  | Graciliceratops |
|  |                 |
|  | Coronosauria    |
|  |                 |

|  | Cerasinops                                                   |
|  |                                                              |
|  | Leptoceratops, Montanoceratops, Prenoceratops, Udanoceratops |
|  |                                                              |

|  | Graciliceratops |
|  |                 |
|  | Coronosauria    |
|  |                 |

|  | Cerasinops                                                   |
|  |                                                              |
|  | Leptoceratops, Montanoceratops, Prenoceratops, Udanoceratops |
|  |                                                              |

|  | Graciliceratops |
|  |                 |
|  | Coronosauria    |
|  |                 |

|  | Cerasinops                                                   |
|  |                                                              |
|  | Leptoceratops, Montanoceratops, Prenoceratops, Udanoceratops |
|  |                                                              |

|  | Graciliceratops |
|  |                 |
|  | Coronosauria    |
|  |                 |

|  | Cerasinops                                                   |
|  |                                                              |
|  | Leptoceratops, Montanoceratops, Prenoceratops, Udanoceratops |
|  |                                                              |

|  | Graciliceratops |
|  |                 |
|  | Coronosauria    |
|  |                 |

|  | Cerasinops                                                   |
|  |                                                              |
|  | Leptoceratops, Montanoceratops, Prenoceratops, Udanoceratops |
|  |                                                              |

|  | Graciliceratops |
|  |                 |
|  | Coronosauria    |
|  |                 |

|  | Cerasinops                                                   |
|  |                                                              |
|  | Leptoceratops, Montanoceratops, Prenoceratops, Udanoceratops |
|  |                                                              |

|  | Graciliceratops |
|  |                 |
|  | Coronosauria    |
|  |                 |

|  | Cerasinops                                                   |
|  |                                                              |
|  | Leptoceratops, Montanoceratops, Prenoceratops, Udanoceratops |
|  |                                                              |

|  | Graciliceratops |
|  |                 |
|  | Coronosauria    |
|  |                 |

|  | Cerasinops                                                   |
|  |                                                              |
|  | Leptoceratops, Montanoceratops, Prenoceratops, Udanoceratops |
|  |                                                              |

|  | Graciliceratops |
|  |                 |
|  | Coronosauria    |
|  |                 |

|  | Cerasinops                                                   |
|  |                                                              |
|  | Leptoceratops, Montanoceratops, Prenoceratops, Udanoceratops |
|  |                                                              |

|  | Graciliceratops |
|  |                 |
|  | Coronosauria    |
|  |                 |

|  | Cerasinops                                                   |
|  |                                                              |
|  | Leptoceratops, Montanoceratops, Prenoceratops, Udanoceratops |
|  |                                                              |

|  | Graciliceratops |
|  |                 |
|  | Coronosauria    |
|  |                 |

|  | Cerasinops                                                   |
|  |                                                              |
|  | Leptoceratops, Montanoceratops, Prenoceratops, Udanoceratops |
|  |                                                              |

|  | Graciliceratops |
|  |                 |
|  | Coronosauria    |
|  |                 |

|  | Cerasinops                                                   |
|  |                                                              |
|  | Leptoceratops, Montanoceratops, Prenoceratops, Udanoceratops |
|  |                                                              |

|  | Graciliceratops |
|  |                 |
|  | Coronosauria    |
|  |                 |

|  | Cerasinops                                                   |
|  |                                                              |
|  | Leptoceratops, Montanoceratops, Prenoceratops, Udanoceratops |
|  |                                                              |

|  | Graciliceratops |
|  |                 |
|  | Coronosauria    |
|  |                 |

|  | Cerasinops                                                   |
|  |                                                              |
|  | Leptoceratops, Montanoceratops, Prenoceratops, Udanoceratops |
|  |                                                              |

|  | Graciliceratops |
|  |                 |
|  | Coronosauria    |
|  |                 |

|  | Cerasinops                                                   |
|  |                                                              |
|  | Leptoceratops, Montanoceratops, Prenoceratops, Udanoceratops |
|  |                                                              |

|  | Graciliceratops |
|  |                 |
|  | Coronosauria    |
|  |                 |

|  | Cerasinops                                                   |
|  |                                                              |
|  | Leptoceratops, Montanoceratops, Prenoceratops, Udanoceratops |
|  |                                                              |

|  | Graciliceratops |
|  |                 |
|  | Coronosauria    |
|  |                 |

|  | Cerasinops                                                   |
|  |                                                              |
|  | Leptoceratops, Montanoceratops, Prenoceratops, Udanoceratops |
|  |                                                              |

|  | Graciliceratops |
|  |                 |
|  | Coronosauria    |
|  |                 |

|  | Cerasinops                                                   |
|  |                                                              |
|  | Leptoceratops, Montanoceratops, Prenoceratops, Udanoceratops |
|  |                                                              |

|  | Graciliceratops |
|  |                 |
|  | Coronosauria    |
|  |                 |

|  | Cerasinops                                                   |
|  |                                                              |
|  | Leptoceratops, Montanoceratops, Prenoceratops, Udanoceratops |
|  |                                                              |

|  | Graciliceratops |
|  |                 |
|  | Coronosauria    |
|  |                 |

|  | Cerasinops                                                   |
|  |                                                              |
|  | Leptoceratops, Montanoceratops, Prenoceratops, Udanoceratops |
|  |                                                              |

|  | Graciliceratops |
|  |                 |
|  | Coronosauria    |
|  |                 |

|  | Cerasinops                                                   |
|  |                                                              |
|  | Leptoceratops, Montanoceratops, Prenoceratops, Udanoceratops |
|  |                                                              |

|  | Graciliceratops |
|  |                 |
|  | Coronosauria    |
|  |                 |

|  | Cerasinops                                                   |
|  |                                                              |
|  | Leptoceratops, Montanoceratops, Prenoceratops, Udanoceratops |
|  |                                                              |

|  | Graciliceratops |
|  |                 |
|  | Coronosauria    |
|  |                 |

|  | Cerasinops                                                   |
|  |                                                              |
|  | Leptoceratops, Montanoceratops, Prenoceratops, Udanoceratops |
|  |                                                              |

|  | Graciliceratops |
|  |                 |
|  | Coronosauria    |
|  |                 |

|  | Cerasinops                                                   |
|  |                                                              |
|  | Leptoceratops, Montanoceratops, Prenoceratops, Udanoceratops |
|  |                                                              |

|  | Graciliceratops |
|  |                 |
|  | Coronosauria    |
|  |                 |

|  | Cerasinops                                                   |
|  |                                                              |
|  | Leptoceratops, Montanoceratops, Prenoceratops, Udanoceratops |
|  |                                                              |

|  | Graciliceratops |
|  |                 |
|  | Coronosauria    |
|  |                 |

|  | Cerasinops                                                   |
|  |                                                              |
|  | Leptoceratops, Montanoceratops, Prenoceratops, Udanoceratops |
|  |                                                              |

|  | Graciliceratops |
|  |                 |
|  | Coronosauria    |
|  |                 |

|  | Cerasinops                                                   |
|  |                                                              |
|  | Leptoceratops, Montanoceratops, Prenoceratops, Udanoceratops |
|  |                                                              |

|  | Graciliceratops |
|  |                 |
|  | Coronosauria    |
|  |                 |

|  | Cerasinops                                                   |
|  |                                                              |
|  | Leptoceratops, Montanoceratops, Prenoceratops, Udanoceratops |
|  |                                                              |

|  | Graciliceratops |
|  |                 |
|  | Coronosauria    |
|  |                 |

|  | Cerasinops                                                   |
|  |                                                              |
|  | Leptoceratops, Montanoceratops, Prenoceratops, Udanoceratops |
|  |                                                              |

|  | Graciliceratops |
|  |                 |
|  | Coronosauria    |
|  |                 |

|  | Cerasinops                                                   |
|  |                                                              |
|  | Leptoceratops, Montanoceratops, Prenoceratops, Udanoceratops |
|  |                                                              |

|  | Graciliceratops |
|  |                 |
|  | Coronosauria    |
|  |                 |

|  | Cerasinops                                                   |
|  |                                                              |
|  | Leptoceratops, Montanoceratops, Prenoceratops, Udanoceratops |
|  |                                                              |

|  | Graciliceratops |
|  |                 |
|  | Coronosauria    |
|  |                 |

|  | Cerasinops                                                   |
|  |                                                              |
|  | Leptoceratops, Montanoceratops, Prenoceratops, Udanoceratops |
|  |                                                              |

|  | Graciliceratops |
|  |                 |
|  | Coronosauria    |
|  |                 |

|  | Cerasinops                                                   |
|  |                                                              |
|  | Leptoceratops, Montanoceratops, Prenoceratops, Udanoceratops |
|  |                                                              |

|  | Graciliceratops |
|  |                 |
|  | Coronosauria    |
|  |                 |

|  | Cerasinops                                                   |
|  |                                                              |
|  | Leptoceratops, Montanoceratops, Prenoceratops, Udanoceratops |
|  |                                                              |

|  | Graciliceratops |
|  |                 |
|  | Coronosauria    |
|  |                 |

|  | Cerasinops                                                   |
|  |                                                              |
|  | Leptoceratops, Montanoceratops, Prenoceratops, Udanoceratops |
|  |                                                              |

|  | Graciliceratops |
|  |                 |
|  | Coronosauria    |
|  |                 |

|  | Cerasinops                                                   |
|  |                                                              |
|  | Leptoceratops, Montanoceratops, Prenoceratops, Udanoceratops |
|  |                                                              |

|  | Graciliceratops |
|  |                 |
|  | Coronosauria    |
|  |                 |

|  | Cerasinops                                                   |
|  |                                                              |
|  | Leptoceratops, Montanoceratops, Prenoceratops, Udanoceratops |
|  |                                                              |

|  | Graciliceratops |
|  |                 |
|  | Coronosauria    |
|  |                 |

|  | Cerasinops                                                   |
|  |                                                              |
|  | Leptoceratops, Montanoceratops, Prenoceratops, Udanoceratops |
|  |                                                              |

|  | Graciliceratops |
|  |                 |
|  | Coronosauria    |
|  |                 |

|  | Cerasinops                                                   |
|  |                                                              |
|  | Leptoceratops, Montanoceratops, Prenoceratops, Udanoceratops |
|  |                                                              |

|  | Graciliceratops |
|  |                 |
|  | Coronosauria    |
|  |                 |

|  | Cerasinops                                                   |
|  |                                                              |
|  | Leptoceratops, Montanoceratops, Prenoceratops, Udanoceratops |
|  |                                                              |

|  | Graciliceratops |
|  |                 |
|  | Coronosauria    |
|  |                 |

|  | Cerasinops                                                   |
|  |                                                              |
|  | Leptoceratops, Montanoceratops, Prenoceratops, Udanoceratops |
|  |                                                              |

|  | Graciliceratops |
|  |                 |
|  | Coronosauria    |
|  |                 |

|  | Cerasinops                                                   |
|  |                                                              |
|  | Leptoceratops, Montanoceratops, Prenoceratops, Udanoceratops |
|  |                                                              |

|  | Graciliceratops |
|  |                 |
|  | Coronosauria    |
|  |                 |

|  | Cerasinops                                                   |
|  |                                                              |
|  | Leptoceratops, Montanoceratops, Prenoceratops, Udanoceratops |
|  |                                                              |

|  | Graciliceratops |
|  |                 |
|  | Coronosauria    |
|  |                 |

|  | Cerasinops                                                   |
|  |                                                              |
|  | Leptoceratops, Montanoceratops, Prenoceratops, Udanoceratops |
|  |                                                              |

|  | Graciliceratops |
|  |                 |
|  | Coronosauria    |
|  |                 |

|  | Cerasinops                                                   |
|  |                                                              |
|  | Leptoceratops, Montanoceratops, Prenoceratops, Udanoceratops |
|  |                                                              |

|  | Graciliceratops |
|  |                 |
|  | Coronosauria    |
|  |                 |

|  | Cerasinops                                                   |
|  |                                                              |
|  | Leptoceratops, Montanoceratops, Prenoceratops, Udanoceratops |
|  |                                                              |

|  | Graciliceratops |
|  |                 |
|  | Coronosauria    |
|  |                 |

|  | Cerasinops                                                   |
|  |                                                              |
|  | Leptoceratops, Montanoceratops, Prenoceratops, Udanoceratops |
|  |                                                              |

|  | Graciliceratops |
|  |                 |
|  | Coronosauria    |
|  |                 |

|  | Cerasinops                                                   |
|  |                                                              |
|  | Leptoceratops, Montanoceratops, Prenoceratops, Udanoceratops |
|  |                                                              |

|  | Graciliceratops |
|  |                 |
|  | Coronosauria    |
|  |                 |

|  | Cerasinops                                                   |
|  |                                                              |
|  | Leptoceratops, Montanoceratops, Prenoceratops, Udanoceratops |
|  |                                                              |

|  | Graciliceratops |
|  |                 |
|  | Coronosauria    |
|  |                 |

|  | Cerasinops                                                   |
|  |                                                              |
|  | Leptoceratops, Montanoceratops, Prenoceratops, Udanoceratops |
|  |                                                              |

|  | Graciliceratops |
|  |                 |
|  | Coronosauria    |
|  |                 |